# Danielle Proulx
Pour les articles homonymes, voir Proulx.
Danielle Proulx, née le 12 octobre 1952 à Montréal, est une actrice québécoise.

## Biographie

### Théâtre
Membre de la promotion 1974 de l'option théâtre du Cégep Lionel-Groulx, elle travaille pendant un an et demi à l'imprimerie de l'Hôpital Sainte-Justine avant d'amorcer, en 1976, une carrière de comédienne dans une troupe de théâtre appelée Organisation Ô. Elle y retrouve Johanne Fontaine, une copine de classe. Elle joue dans une adaptation de la pièce de Réjean Ducharme : Inés Pérée et Inat Tendu. En 1980, elle interprète Roxanne dans Le Théâtre de la Maintenance de Jean Barbeau. Elle est accompagnée de Pierre Curzi et de Paule Marier, qui devient plus tard une des conceptrices de la série Cornemuse.
En 1981, elle joue avec Robert Gravel ainsi qu'Alain Zouvi dans Vie et Mort du Roi Boiteux de Jean-Pierre Ronfard et elle se joint à la Ligue nationale d'improvisation. Elle sera la coéquipière de Patrice L'Écuyer, Dominic Philie (Ramdam, Rumeurs) et Francis Reddy.
De 1982 à 1985, elle fait la tournée des bars avec la pièce Waiter avec Raymond Cloutier et Henri Chassé.

### Télévision
Danielle Proulx fait sa première apparition à la télévision, le 14 septembre 1985, dans la série L'agent fait le bonheur. Elle interprète la sergente Carmen Côté et elle joue avec Marcel Leboeuf et Roger Lebel. Ensuite, elle joue dans Super sans Plomb.
En 1990, on la revoit avec le personnage d'Isabelle, la bru de Rémi Duval dans Jamais deux sans toi. Après avoir joué dans ZAP et repris le personnage d'Isabelle dans Les Héritiers Duval, elle obtient le meilleur rôle de sa carrière : celui d'Annette Julien, la maîtresse de Jérémie Martin, interprété par Jacques Godin, dans le remake de Sous le signe du lion en 1997. Ce personnage au passé troublant a valu à Danielle Proulx, le Gémeaux de la meilleure interprétation féminine dans un téléroman en 1998. Suzanne Clément complète la photo de famille. Huguette Oligny campa Marie-Rose Julien, la mère d'Annette et Sylvie Legault, celle de la délirante Céline Marceau, la fille de Jérémie.
En 1997, elle participe à la course des gazelles (une compétition féminine dans le désert) avec sa grande amie Sylvie Legault. Ce sera une tradition qui continue aujourd'hui. Pendant ce temps, elle revit les bars en incarnant Désirée Bourbeau, la propriétaire du bistrot malfamé Le Petit Canot, dans l'Ombre de L'Épervier, où l'on voit Luc Picard faire les beuveries de Noum. Elle joue la compagne de travail de Pauline Lapointe dans L'obsession, un drame écrit par Janette Bertrand.
Les émissions jeunesse n'ont aucun secret pour Danielle. De 1993 à 1996, elle fait partie des Intrépides où elle incarne Claire, la mère de Julie. On la voit jouer au Québec ou en France. On la voit aussi en éducatrice physique dans Pousse-pousse à l'école. Elle joue en compagnie de Alain Zouvi, Élise Guilbault (Emma) et Louis-Georges Girard (Caserne 24, Les Machos). Le 7 janvier 1999, elle devient la coqueluche des tout-petits, la chienne-vétérinaire Cornemuse (gagnante Gémeaux 2000 et finaliste 2001 et 2002, meilleur interprète dans une série jeunesse), qu'elle incarne dans la série pour enfants du même nom. On la reverra en rediffusion jusqu'en 2012.
De 2000 à 2003, elle interprète Claire Lebeau dans le téléroman Mon meilleur ennemi. Stéphane Breton incarne Michel, son frère cadet. Il est l'un des jurés dans le procès d'Annette Julien, personnage que Danielle reprend pour la suite de Sous le signe du lion, en 2001. On y retrouve Sylvie Legault et Huguette Oligny.
Aux Gémeaux de 2001, Danielle Proulx est finaliste pour la meilleure comédienne principale dans un téléroman pour la deuxième fois en 4 ans. En 2002, elle est finaliste pour la meilleure comédienne de soutien dans un téléroman, pour Mon Meilleur Ennemi. En 2003, elle joue dans les Aventures tumultueuses de Jack Carter, avec sa nièce Catherine Proulx-Lemay qui interprète sa fille.
De sa relation avec le comédien Raymond Cloutier qui prit fin en 1987, elle donna naissance à son fils Émile Proulx-Cloutier, le 4 février 1983. Celui-ci fait partie de la distribution de Mon meilleur ennemi, où il incarne Thomas Rivard, mort dans un accident de canot au Lac Nipissing et Éric, le fils de Thomas.
En 1989, Danielle lance sa carrière cinématographique en jouant dans plusieurs films à succès, notamment Portion d'éternité, Amoureux Fou, L'enfant d'eau, Le jardin d'Anna, Le Sexe des étoiles, etc. Elle remporta 2 prix dont le titre de meilleure interprétation principale féminin pour son personnage de Marie Lemieux dans Portion d'éternité.
Au théâtre d'été, elle a joué avec Yves Desgagnés, Michel Forget et Marcel Leboeuf. Avec Robert Maltais, elle joua dans la pièce La dance des Baboons en 1988 avant de dérider le Québec dans la pièce à succès Les Nonnes entre 1989 et 1993. Dans les Nonnes, elle remplaça Suzanne Garceau pour le rôle de la sœur supérieure, en 1990.
En 1995, elle a joué dans la pièce Masculin/Féminin et en 1998 dans la pièce Tonalités, elle joua Cassandre, une femme atteinte d'un cancer en phase terminale. C'était des pièces produites par Michel Laprise. En 1996, elle joue dans la pièce  Matines: Sade au petit déjeuner en compagnie de Robert Gravel et Jean-Pierre Ronfard.
Pour les 30 ans de l'option-théâtre du Collège Lionel-Groulx, en 1998, elle participe à la lecture de pièces créées par Suzanne Lebeau. Elle participa à la distribution de Stabat Mater 2, joué au TNM en septembre 2000, mettant en vedette ses consœurs Huguette Oliguy et Sylvie Potvin. Maude Guérin (Fred-Dy), Hélène Grégoire (Watatatow) et plusieurs autres complètent la distribution. En mars 2001, Denis Bernard l'engagea à jouer Irina Prozorov à 50 ans dans l'adaptation de Les Trois Sœurs, de Anton Tchekhov. Suzanne Clément, Marie Michaud et Monique Spaziani se joignent à elle. Monique Miller et Catherine Bégin seront à ses côtés sur la scène de l'Espace Go.

## Filmographie
- 1978 : Au bout du doute
- 1979 : Histoire vécue
- 1985 : L'Agent fait le bonheur (série télévisée) : Sergent Carmen Côté
- 1988 : Portion d'éternité : Marie
- 1991 : Amoureux fou de Robert Ménard : Judith
- 1992 : Le Jardin d'Anna
- 1993 : Le Sexe des étoiles : La chanteuse
- 1993 : Les Intrépides (série télévisée) : Claire Boileau
- 1994 : Zap (série télévisée) : Michèle Viau
- 1995 : L'Enfant d'eau : Pauline
- 1996 : Jamais deux sans toi (série télévisée)
- 1996 : Les Héritiers Duval (série télévisée)
- 1997 : Sous le signe du lion (série télévisée) : Annette Julien
- 1999 : La Femme du boulanger (TV) : Mlle Angèle
- 1999-2003 : Cornemuse (émission jeunesse): Cornemuse
- 2001 : Mon meilleur ennemi (série télévisée) : Claire Lebeau
- 2005 : C.R.A.Z.Y. : Laurianne Beaulieu
- 2006 : Histoire de famille : May Gagné
- 2008 : Truffe : Mme Tremblay
- 2008 : Le Déserteur : Leda Couture
- 2009 : Aveux : Pauline Laplante
- 2011 : Monsieur Lazhar : Mme Vaillancourt, la directrice de l'école
- 2014 - 2018 : Unité 9 : Henriette Boulier
- 2017 : Fugueuse : Grand-mère de Fanny
- 2019 : Passe-Partout : Grand-mère
- 2018 : Dérive de David Uloth : madame Dubois
- 2019 : Une autre histoire : Lise Beauregard

## Théatrographie
- 2012 : La danse de mort, A.Strindberg /Gregory Hlady/ Théâtre Prospéro: Alice

## Distinctions
- 1998 - Prix Gémeaux, meilleure interprétation premier rôle féminin : téléroman
- 2006 - Prix Génie de la meilleure actrice de soutien pour son rôle dans le film C.R.A.Z.Y..